# Efrem (Chwostow)
Efrem (zm. 16 grudnia?/26 grudnia 1613) – rosyjski biskup prawosławny. 

## Życiorys
W 1606 objął urząd metropolity kazańskiego po wyborze poprzedniego ordynariusza tejże eparchii, Hermogena, na patriarchę moskiewskiego i całej Rusi. 
Brał udział w tłumieniu powstania Bołotnikowa w Kazaniu, przewodząc wojskom carskim. Następnie wspólnie z patriarchą Hermogenem wzywał do walki z polską interwencją w Rosji. Ostatni list Hermogena, zmarłego w lutym 1612 w więzieniu w Monasterze Czudowskim polecał mieszkańcom Niżnego Nowogrodu nakazał kontaktować się, także w sprawach dalszej walki, m.in. z metropolitą kazańskim. Po śmierci patriarchy Efrem został locum tenens Patriarchatu Moskiewskiego.
W 1613 brał udział w Soborze Ziemskim, który zdecydował o wyborze nowego cara – Michała Romanowa. 11 lipca 1613 Efrem koronował nowego władcę i w słowie wygłoszonym z tej okazji nakazywał mu chronić Rosyjski Kościół Prawosławny, szanować duchowieństwo, kochać naród i bronić kraju. Następnie wrócił do Kazania, gdzie zmarł w grudniu tego samego roku. Został pochowany w miejscowym monasterze Przemienienia Pańskiego.